# Héctor José Moreno Moreno
Héctor José Moreno Moreno (n. Ventaquemada, Boyacá; 8 de junio de 1963) es un atleta colombiano, retirado de la competición profesional. Participó en cuatro Juegos Olímpicos y cinco campeonatos mundiales.

## Resultados
| representando a Colombia | representando a Colombia             | representando a Colombia     | representando a Colombia | representando a Colombia |
| ------------------------ | ------------------------------------ | ---------------------------- | ------------------------ | ------------------------ |
| 1983                     | Pan American Games                   | Caracas, Venezuela           | 3rd                      | 50 km                    |
| 1983                     | South American Championships         | Santa Fe, Argentina          | 1st                      | 20 km                    |
| 1984                     | Pan American Race Walking Cup        | Bucaramanga, Colombia        | 3rd                      | 20 km                    |
| 1985                     | World Race Walking Cup               | St John's, Isle of Man       | 18th                     | 20 km                    |
| 1987                     | Pan American Games                   | Indianápolis, Estados Unidos | 3rd                      | 50 km                    |
| 1987                     | World Race Walking Cup               | Nueva York, Estados Unidos   | 10th                     | 20 km                    |
| 1987                     | World Championships                  | Rome, Italy                  | DNF                      | 20 km                    |
| 1988                     | Juegos Olímpicos                     | Seoul, Corea del Sur         | 33rd                     | 20 km                    |
| 1988                     | Juegos Olímpicos                     | Seoul, Corea del Sur         | 30th                     | 50 km                    |
| 1989                     | South American Championships         | Medellín, Colombia           | 2nd                      | 20 km                    |
| 1991                     | Pan American Games                   | La Habana, Cuba              | 1st                      | 20 km                    |
| 1991                     | World Race Walking Cup               | San José, Estados Unidos     | 18th                     | 20 km                    |
| 1991                     | World Championships                  | Tokio, Japón                 | 19th                     | 20 km                    |
| 1991                     | World Championships                  | Tokio, Japón                 | DNF                      | 50 km                    |
| 1992                     | Olympic Games                        | Barcelona, España            | 9th                      | 20 km                    |
| 1993                     | Central American and Caribbean Games | Ponce (Puerto Rico)          | 2nd                      | 20 km                    |
| 1993                     | World Championships                  | Stuttgart, Alemania          | 11th                     | 20 km                    |
| 1995                     | South American Championships         | Manaus, Brasil               | 2nd                      | 20 km                    |
| 1995                     | World Championships                  | Gothenburg, Sweden           | 13th                     | 20 km                    |
| 1996                     | Summer Olympics                      | Atlanta, Georgia             | DNF                      | 20 km                    |
| 1996                     | Summer Olympics                      | Atlanta, Georgia             | 16th                     | 50 km                    |
| 1997                     | South American Championships         | Mar del Plata, Argentina     | 1st                      | 20 km                    |
| 1997                     | World Championships                  | Athens, Greece               | 17th                     | 50 km                    |